# Recherches sur les femmes et recherches féministes
« Recherches sur les femmes et recherches féministes » est l'intitulé d'une Action thématique programmée (ATP) pilotée par le CNRS pour une durée de quatre ans. Elle a eu lieu entre 1983 et 1987, avec une publication des recherches en deux volumes en 1989 et 1990. Il s'agit d'un programme de recherche mis en place par le département Sciences de l’Homme et de la Société du CNRS, alors dirigé par Maurice Godelier, et a été co-financé par le CNRS et le Ministère des droits de la femme.
Ce programme de recherche a permis aux chercheurs d'une part de faire reconnaître les études féministes, et d'autre part d'explorer ces questions de manière transversale, sans être cloisonné dans une seule discipline. En outre, « L'ATP, programme de petite envergure mais assuré sur quatre ans, était ainsi censée encourager les recherches que le domaine suscitait mais aussi en tester la validité ». Ces recherches ont été un tremplin pour l'institutionnalisation des études sur les femmes.
La création de ce programme n'a pas été faite sans réticences tant chez les universitaires que dans les milieux du CNRS.

## Mise en place
Deux appels d'offres ont été réalisés : le premier, en juillet 1983, puis le second, en mars 1985. Le comité scientifique du programme souhaitait orienter les recherches sur des sujets ayant été peu traités à l’époque, excluant ainsi la famille, l’éducation et le travail. 
68 projets ont été sélectionnés sur 130 présentés, pour la plupart effectués par des chercheuses - un seul projet venait d'un chercheur et cinq comptaient une ou deux collaborations masculines. 
Ce programme a bénéficié d'un financement à hauteur de 1 250 000 francs par an, dont 250 000 francs cofinancés par le Ministère des droits de la femme. C'est ainsi le premier réel financement coordonné des recherches féministes. 
Les productions collectives ont été dominantes dans cet ATP, ce qui était un constat positif à l'époque puisque les études sur les femmes n'étaient encore que peu présentes dans les institutions, revues ou publications. Cependant, la plupart des projets retenu pour l'ATP faisait déjà l'objet d'une recherche dans le cadre d'une institution, avec peu de moyens,. 
Parmi les chercheuses ayant participé (de près ou de loin) à cet ATP, on retrouve Michèle Ferrand, Rolande Trempé qui fût aussi la présidente de l'ATP, Christine Delphy ou encore Michèle Perrot.

## Contenu du programme
Trois axes ont été envisagés lors du premier appel d'offres. Le second appel d'offres reprenait ces axes tout en les élargissant, afin d'introduire des thèmes moins traités jusqu'ici. 

### «Analyse critique de la conceptualisation des sexes»
De nombreux travaux sur les rapports entre sexe et genre ont été proposés pour cet axe. Plusieurs disciplines étaient présentes (biologie, sociologie, etc), et l'idée générale était d'envisager non plus les différences entre sexe et genre, mais les rapports sociaux de sexes. 

### «Femmes, État, Droit et Société»
Les disciplines les plus présentes dans cet axe sont le domaine juridique, la sociologie et l'anthropologie.

### «Mouvement des femmes, pratique des femmes»
Cet axe comprenait des travaux sur le mouvement de libération des femmes des années 1970, reprenant la construction du mouvement, ses idées et ses formes. D'autres travaux ont été réalisés sur l'histoire des femmes plus généralement, face à différents thèmes comme les institutions, les sociétés contemporaines et les discours féministes. 

## Sources
- Action thématique programmée n° 6, Recherches sur les femmes et recherches féministes, vol. I : Présentation des travaux 1984-1987, vol. II : Présentation des travaux 1986-1989, CNRS, 1989 et 1990,  (ISBN 2-950-47-36-0-1)
- Delphine Gardey, Enjeux des recherches sur le genre et le sexe : Rapport à Mme la Présidente du Conseil scientifique du CNRS, 2004 [lire en ligne (page consultée le 12/11/2020)]